# 豊橋市民球場
豊橋市民球場（とよはししみんきゅうじょう）は、愛知県豊橋市の岩田運動公園内にある野球場。施設は豊橋市が所有し、豊橋市スポーツ協会が指定管理者として運営管理を行っている。

## 概要・歴史
1980年開場。同年以来高校野球などアマチュア野球公式戦が行われている（豊橋市には豊橋公園内に1948年開場の豊橋球場が存在したが、2024年に閉鎖された）。
プロ野球では主に中日ドラゴンズ主催のオープン戦が概ね年1試合、ウエスタン・リーグ（二軍）公式戦が年数試合開催されてきた。
2001年には照明設備（10mかさ上げ）やフェンスの改善（ラバー設置）など大規模な改修を行い、2002年4月16日にはセ公式戦・中日ドラゴンズ対阪神タイガース戦が開催された。豊橋市内でプロ公式戦が行われたのは47年ぶりのことであった。翌年の2003年3月10日オープン戦だったが中止となった。これを機に翌々年の2004年以降からは公式戦が毎年1試合組まれるようになった（2003年3月10日、2004年5月13日、2018年4月17日、2022年7月12日は雨天中止。2020年4月21日はCOVID-19の流行により開催中止。）。
2014年には、観客席の老朽化に伴い、2億4,200万円をかけ内野席を一人掛けシート化。また、総額1億円をかけロッカールームやシャワールーム、トイレ設備などの増設を中心とした改修工事を実施した。同年放送の唐沢寿明主演のテレビドラマ『ルーズヴェルト・ゲーム』（TBS系）の撮影地として使用された（ドラマ内では「東京都民球場」）。
2025年、スコアボードを全面LED方式に改修（後述）※場所は従来と同様、ライトスタンド内。
外野天然芝は、養生のために野球は試合形式での使用にのみ制限されている。また、1軍プロ野球開催前の約1か月間は、グラウンド整備のため試合開催が制限されている。

## プロ野球

### 一軍
公式戦は全試合18時からのナイターで日程が組まれている。
| 日時                | ホーム | ビジター     | 結果     | 観衆     | 備考 |
| ------------------- | ------ | ------------ | -------- | -------- | --- |
| 2002年4月16日（火） | 中日   | 阪神         | 7-3      | 16,000人 | |
| 2003年3月10日（月） | 中日   | 西武         | 雨天中止 |          | オープン戦。13時試合開始予定。 |
| 2004年5月13日（木） | 中日   | ヤクルト     | 雨天中止 |          | |
| 2005年4月13日（水） | 中日   | 広島         | 7-8      | 11,500人 | 延長10回。 |
| 2006年8月9日（水）  | 中日   | 広島         | 8-6      | 11,935人 | 24分間の試合中断があった。 |
| 2007年5月31日（木） | 中日   | 東北楽天     | 10-2     | 12,135人 | 同球場初のセ・パ交流戦となった。 |
| 2008年7月29日（火） | 中日   | 横浜         | 5-2      | 12,218人 | |
| 2009年4月28日（火） | 中日   | 東京ヤクルト | 2-4      | 12,115人 | |
| 2010年6月23日（水） | 中日   | 横浜         | 4-2      | 12,072人 | |
| 2011年4月27日（水） | 中日   | 横浜         | 1-0      | 10,179人 | |
| 2012年5月8日（火）  | 中日   | 東京ヤクルト | 1-0      | 10,154人 | |
| 2013年7月2日（火）  | 中日   | 広島         | 5-8      | 10,086人 | 延長12回。試合時間は4時間40分 |
| 2014年8月5日（火）  | 中日   | 広島         | 3-2      | 11,055人 | 延長11回。豊橋出身・藤井淳志がサヨナラ本塁打を放った 試合時間は3時間54分 。 |
| 2015年5月20日（水） | 中日   | 広島         | 11-6     | 10,756人 | |
| 2016年5月25日（水） | 中日   | 横浜DeNA     | 1-4      | 10,267人 | |
| 2017年4月25日（火） | 中日   | 東京ヤクルト | 4-2      | 10,029人 | 中日が同球場公式戦通算10勝目を記録。 |
| 2018年4月17日（火） | 中日   | 阪神         | 雨天中止 |          | |
| 2019年7月17日（水） | 中日   | 阪神         | 6-4      | 12,168人 | |
| 2020年4月21日（火） | 中日   | 東京ヤクルト | 中止     |          | COVID-19の影響で公式戦の開幕が6月19日まで延期されたことにより中止となった。 |
| 2022年7月12日（火） | 中日   | 東京ヤクルト | 雨天中止 |          | COVID-19のため2021年は地方開催をあらかじめ見送っていた。3年ぶり開催を前提にメンバー表の交換まで行われたが、18時の試合開始直前の豪雨で試合開始を遅らせることを発表も、今後の天候回復の見通しが立たず、回復したとしてもグラウンド整備にも時間がかかるため中止になる。 |
| 2023年5月16日（火） | 中日   | 阪神         | 4-9      | 10,239人 | |
| 2024年5月14日（火） | 中日   | 阪神         | 4-2      | 11,220人 | |
| 2025年5月13日(火)   | 中日   | 東京ヤクルト | 5-4      | 11,032人 | |

観衆は2004年以前の試合は、主催者側の判断による概数。2005年以降はチケットの発券枚数による実数。

#### 本球場プロ野球開催の特徴
本球場で行われる公式戦は東海ラジオの主催である。中日ドラゴンズ主催の公式戦で放送メディアが主催に名を連ねるのは非常にまれである。そのため毎試合、地上波中継は、東海ラジオと関連がある東海テレビで生中継されているが、2010年、2013年は東海テレビと資本関係の深い三重テレビで生中継された。

### 二軍
2002年まで長らくウエスタン・リーグ公式戦は開催されなかったが2003年は2試合組まれ、2004年以降は年1試合組まれるようになった。同球場での試合は基本的に18時試合開始となり中日ドラゴンズ二軍では珍しいナイター開催となっている。内野、外野ともに全席自由である。
なお2003年以前に読売ジャイアンツ（巨人）が二軍のイースタン・リーグ公式戦を豊橋で開催しようとしたことがあったが、愛知県は中日の保護地域であるため、愛知県内で中日以外のNPB球団が試合や野球関連のイベントを開催する際には中日の許可が必要であり、この時は中日が許可を出さなかったため、豊橋での巨人主催試合開催は実現しなかったという。
| 日時                | ホーム | ビジター     | 結果     | 観衆    | 備考                             |
| ------------------- | ------ | ------------ | -------- | ------- | -------------------------------- |
| 2003年7月6日（日）  | 中日   | 阪神         |          |         |                                  |
| 2003年8月24日（日） | 中日   | サーパス神戸 |          |         |                                  |
| 2004年8月7日（土）  | 中日   | 近鉄         |          |         |                                  |
| 2005年8月28日（日） | 中日   | 阪神         | ●1-5     |         |                                  |
| 2006年7月2日（日）  | 中日   | ソフトバンク | ●3-6     |         |                                  |
| 2007年8月26日（日） | 中日   | 巨人         | ○4-3     |         | イースタン・ウエスタン交流戦     |
| 2008年8月30日（土） | 中日   | 阪神         | 雨天中止 |         |                                  |
| 2009年8月23日（日） | 中日   | 巨人         | △2-2     | 8,056人 | イースタン・ウエスタン交流戦     |
| 2010年8月29日（日） | 中日   | 阪神         | △4-4     | 5,500人 |                                  |
| 2011年8月20日（土） | 中日   | ソフトバンク | ○1-0     | 4,127人 |                                  |
| 2012年8月25日（土） | 中日   | オリックス   | ●2-4     | 5,398人 |                                  |
| 2013年8月10日（土） | 中日   | 阪神         | ●5-8     | 4,119人 |                                  |
| 2014年8月23日（土） | 中日   | 広島         | ●1-5     | 3,231人 |                                  |
| 2015年8月23日（日） | 中日   | ソフトバンク | ●7-13    | 3,712人 |                                  |
| 2016年8月28日（日） | 中日   | ソフトバンク | 中止     |         | 照明機器の不具合のため中止       |
| 2017年8月27日（日） | 中日   | ソフトバンク | ○8-2     | 5,027人 |                                  |
| 2018年8月26日（日） | 中日   | ソフトバンク | △5-5     | 4,244人 |                                  |
| 2019年8月25日（日） | 中日   | ソフトバンク | ●1-7     | 4,818人 |                                  |
| 2022年8月28日（日） | 中日   | オリックス   | ●1-4     | 3,856人 | 2019年以来3年ぶりのプロ野球開催  |
| 2023年8月27日（日） | 中日   | オリックス   | 中止     |         | 落雷による電気設備故障のため中止 |
| 2024年8月25日（日） | 中日   | オリックス   | ●1-2     | 4,500人 |                                  |

## 施設概要
- 両翼：93m、中堅：115m、フェンス：3m（2001年シーズンから）
- 内野：クレー舗装、外野：天然芝
- 照明設備：照明塔6基（2002年シーズンから高さを10ｍかさ上げ）
- スコアボード：全面ＬＥＤ方式（2025年シーズンから） 縦14.72ｍ×横4.8ｍ、70.656㎡。ＲＧＢ高輝度発光ダイオード、スコアや各種メッセージ、静止画や動画に対応。試合時はチーム名と選手名、審判名、得点、球速、投球数、経過時間を表示可能。スピードガン表示は「ＳｐｅｅｄＣａｔｃｈｅｒ」を採用（バンテリンドームナゴヤと同様）　総工費２億７０００万円。[18]
- 収容人員：15,895人（内野8,395人、外野7,500人）
- 開設：1980年6月1日
- 建設会社：青山建設（株）
- 指定管理者：豊橋市スポーツ協会
なお、豊橋市スポーツ協会は、豊橋市が1/3以上を出資している、いわゆる外郭団体である。
- 事業費：76,300万円
- 改修等：平成5年3月から平成15年3月までは61,642万円。
- 放送席として使える既存の場所は1部屋（内野バックネット裏スタンド1階）しか無い為、プロ野球などで必要な場合は、バックネット裏内野スタンド上段に各局がそれぞれ仮設の放送席を設置する。尚、1軍公式戦は主催者である東海ラジオが常設の放送席を使用する。東海ラジオ以外の局は放送に必要なスペース分の座席チケットを購入し確保するという。

## 交通
- 豊橋駅から、豊橋鉄道東田本線にて約25分の運動公園前電停下車、徒歩で約3分。